# Víctor Fernando Cabrera
Víctor Fernando Cabrera (Lules, Tucumán, Argentina; 7 de febrero de 1993) es un futbolista argentino. Juega como defensor y actualmente se encuentra sin club.

## Trayectoria
Hizo todas las inferiores en el Club Atlético River Plate. Realizó su debut frente a Colón en la derrota de su equipo por 3-1 correspondiente a la cuarta fecha del Torneo Final 2014.
El 20 de noviembre de 2019 fichó por el Houston Dynamo. Fue liberado del club al término de la temporada 2020.

## Estadísticas

### Clubes
Actualizado hasta su último partido disputado el 23 de marzo de 2025.
| Club                                | Div.          | Temporada     | Liga  | Liga  | Liga   | Copas nacionales | Copas nacionales | Copas nacionales | Torneos internacionales | Torneos internacionales | Torneos internacionales | Total | Total | Total  |
| Club                                | Div.          | Temporada     | Part. | Goles | Asist. | Part.            | Goles            | Asist.           | Part.                   | Goles                   | Asist.                  | Part. | Goles | Asist. |
| ----------------------------------- | ------------- | ------------- | ----- | ----- | ------ | ---------------- | ---------------- | ---------------- | ----------------------- | ----------------------- | ----------------------- | ----- | ----- | ------ |
| C. A. River Plate Argentina         | 1.ª           | 2013-14       | 1     | 0     | 0      | —                | —                | —                | —                       | —                       | —                       | 1     | 0     | 0      |
| C. A. River Plate Argentina         | Total club    | Total club    | 1     | 0     | 0      | 0                | 0                | 0                | 0                       | 0                       | 0                       | 1     | 0     | 0      |
| Montreal Impact · Canadá            | 1.ª           | 2015          | 24    | 0     | 1      | 1                | 0                | 0                | 4                       | 1                       | 1                       | 29    | 1     | 2      |
| Montreal Impact · Canadá            | 1.ª           | 2016          | 28    | 0     | 0      | 1                | 0                | 0                | —                       | —                       | —                       | 29    | 0     | 0      |
| Montreal Impact · Canadá            | 1.ª           | 2017          | 20    | 0     | 0      | 1                | 0                | 0                | —                       | —                       | —                       | 21    | 0     | 0      |
| Montreal Impact · Canadá            | 1.ª           | 2018          | 13    | 0     | 0      | 2                | 0                | 0                | —                       | —                       | —                       | 15    | 0     | 0      |
| Montreal Impact · Canadá            | 1.ª           | 2019          | 16    | 0     | 0      | 4                | 0                | 0                | —                       | —                       | —                       | 20    | 0     | 0      |
| Montreal Impact · Canadá            | Total club    | Total club    | 101   | 0     | 1      | 9                | 0                | 0                | 4                       | 1                       | 1                       | 114   | 1     | 2      |
| Houston Dynamo F. C. Estados Unidos | 1.ª           | 2020          | 10    | 0     | 0      | —                | —                | —                | —                       | —                       | —                       | 10    | 0     | 0      |
| Houston Dynamo F. C. Estados Unidos | Total club    | Total club    | 10    | 0     | 0      | 0                | 0                | 0                | 0                       | 0                       | 0                       | 10    | 0     | 0      |
| C. A. Tigre Argentina               | 2.ª           | 2021          | 24    | 0     | 0      | 4                | 0                | 0                | —                       | —                       | —                       | 28    | 0     | 0      |
| C. A. Tigre Argentina               | 1.ª           | 2022          | 19    | 2     | 0      | 18               | 1                | 0                | —                       | —                       | —                       | 37    | 3     | 0      |
| C. A. Tigre Argentina               | 1.ª           | 2023          | 13    | 0     | 0      | 4                | 0                | 0                | 4                       | 0                       | 0                       | 21    | 0     | 0      |
| C. A. Tigre Argentina               | Total club    | Total club    | 56    | 2     | 0      | 26               | 1                | 0                | 4                       | 0                       | 0                       | 86    | 3     | 0      |
| Instituto de Córdoba Argentina      | 1.ª           | 2024          | 3     | 0     | 0      | 8                | 0                | 0                | —                       | —                       | —                       | 11    | 0     | 0      |
| Instituto de Córdoba Argentina      | Total club    | Total club    | 3     | 0     | 0      | 8                | 0                | 0                | 0                       | 0                       | 0                       | 11    | 0     | 0      |
| Deportivo Madryn Argentina          | 2.ª           | 2025          | 2     | 0     | 0      | —                | —                | —                | —                       | —                       | —                       | 2     | 0     | 0      |
| Deportivo Madryn Argentina          | Total club    | Total club    | 2     | 0     | 0      | 0                | 0                | 0                | 0                       | 0                       | 0                       | 2     | 0     | 0      |
| Total carrera                       | Total carrera | Total carrera | 173   | 2     | 1      | 43               | 1                | 0                | 8                       | 1                       | 1                       | 224   | 4     | 2      |
| 1. 2.                               |               |               |       |       |        |                  |                  |                  |                         |                         |                         |       |       |        |

## Palmarés

### Campeonatos nacionales
| Título           | Club              | País      | Año    |
| ---------------- | ----------------- | --------- | ------ |
| Primera División | C. A. River Plate | Argentina | F-2014 |
| Primera Nacional | C. A. Tigre       | Argentina | 2021   |